# Jiří Wolker

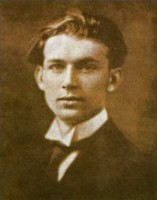

Jiří Wolker (ur. 29 marca 1900 w Prościejowie, zm. 3 stycznia 1924 tamże) – czechosłowacki poeta, członek grupy poetyckiej Devětsil i Literární skupiny.

## Życiorys
Urodził się w Prościejowie w bogatej rodzinie. Od najmłodszych lat był zainteresowany sztuką - grał na pianinie i skrzypcach, sam komponował muzykę - największą przyjemność dostarczała mu jednak poezja i jej tworzenie. Zgodnie z życzeniem swojego ojca studiował prawo w Pradze, równocześnie uczestnicząc w wykładach z literatury. W 1921 roku Wolker dokonał apostazji. Politycznie aktywny, członek Komunistycznej Partii Czechosłowacji.
Od dzieciństwa chorował na gruźlicę. Jest pochowany na cmentarzu miejskim w Prościejowie.

## Twórczość
Wolker był najważniejszym twórcą nurtu czechosłowackiej poezji proletariackiej. Jego styl był nietypowy dla ówczesnych przedstawicieli czeskiej literatury. Największy wpływ na jego twórczość wywarli Zdeněk Nejedlý i František Xaver Šalda.
Wiersze Jiří Wolkera na język polski przetłumaczył polski poeta i pisarz pochodzący z Zaolzia - Adolf Fierla.
- Proletářské umění (sztuka proletariacka) (1922, razem z Karelem Teige) – teoretyczny artykuł programowy, formułujący podstawowe postulaty nurtu.

Jego zbiór wierszy pt. Gość w domu w 1927 przełożyli na język polski Kazimiera i Stanisław Alberti.
Za jego najważniejsze dzieło uważa się zbiór wierszy i ballad społecznych Těžká hodina (Ciężka godzina). Zbiór nasycony jest pesymistyczną i lewicową retoryką, której najważniejszym motywem jest potrzeba zniszczenia starego ładu. Ballady opisują życie robotników i proletariuszy.

## Ocena po śmierci
Po śmierci Wolker stał się bohaterem komunistów. Postawa ta została skrytykowana już w 1925 na łamach magazynu Pásmo w artykule Dość Wolkera!, którego autorami byli Artuš Černík, František Halas i Bedřich Václavek. Spór wobec postaci Wolkera odbył się jeszcze dwukrotnie - w dziesięciolecie śmierci w 1934 roku i po Puczu Lutowym w 1948, kiedy to osoba Wolkera stała się przykładem w propagandzie komunistycznej ze względu na komunistyczny wydźwięk jego twórczości. Postać Wolkera jest wielokrotnie wspominana w powieści Milana Kundery, Życie jest gdzie indziej.

Współcześni czescy literaturoznawcy posiadają ambiwalentny stosunek do postaci poety.